# Мањола (Л'Аквила)
Мањола (итал. Magnola) је насеље у Италији у округу Л'Аквила, региону Абруцо.
Према процени из 2011. у насељу је живело 14 становника. Насеље се налази на надморској висини од 1474 м.